# Павези, Стефано
Стефано Павези (итал. Stefano Pavesi; 22 января 1779 года, Казалетто-Ваприо, герцогство Милан — 28 июля 1850 года, Крема, королевство Ломбардия-Венето) — итальянский композитор.

## Биография
Стефано Павези родился 22 января 1779 года в Казалетто-Ваприо, в семье Джованни Баттисты Павези и Розы Бониццоли. Мало, что известно о детстве композитора. Обучался он в государственной школе в Крема. В раннем возрасте в нём проявился музыкальный талант, и родители, надеясь, что сын станет органистом, наняли бродячего музыканта, который научил его игре на скрипке. Ещё в шесть лет будущий композитор научился игре на спинете.
Повзрослев, переехал в Варесе, где получил место органиста в церкви. Пробыв здесь два года, переехал в Милан. Затем поступил в консерваторию Сан-Онофрио в Неаполе, где учился у Никколо Пиччини. Активный участник революционных событий в Неаполе в 1799 году, Стефано Павези был вынужден бежать во Францию. Позднее переехал в Женеву. Завершил музыкальное образование в Крема у известного композитора Джузеппе Гаццанига.
В 1802 году переехал в Венецию, где в следующем году дебютировал как оперный композитор. Премьера была восторженно принята музыкальными критиками, а также композиторами Иоганном Симоном Майром и Гаэтано Доницетти, либреттистом Джузеппе Мария Фоппа.
В последующие годы стал одним из самых востребованных композиторов. Пользовался широкой поддержкой со стороны общественности, критиков и музыкантов. В 1809 году во Франции Стефано Павези был назван одним из пяти лучших композиторов Италии того времени.
Им были написаны около 70 опер, подавляющее большинство которых пользовалось успехом у зрителей. В 1818 году получил место капельмейстера в кафедральном соборе в Крема. С 1826 по 1830 год руководил императорским театром в Вене. Самыми выдающимися операми композитора критиками были названы оперы «Ярмарка» (итал. La Fiera), поставлена в 1804 году, «Праздник розы» (итал. La festa della rosa), поставлена в 1808 году, «Сэр Маркантонио» (итал. Ser Marcantonio) по либретто Паскуале Доницетти, поставлена в 1810 году, и «Фенелла» (итал. Fenella), поставлена в 1831 году.
Кроме опер, им также были написаны многочисленные духовные сочинения, среди которых особенно выделяется «Несчастная Катарина» (лат. lnfelix Catharina), великое сочинение, написанное композитором в память о трагедии Катерины дельи Уберти.
Стефано Павези умер 28 июля 1850 года в Крема.

## Творческое наследие
Творческое наследие композитора включает около 70 опер, многочисленные духовные и инструментальные сочинения.